# Чайка, Наталья Владимировна
Чайка Наталья Владимировна (бел. Чайка Наталля Уладзіміраўна; род. 10 января 1967, г.Минск), — советский и белорусский филолог, доктор филологических наук, профессор. Профессор кафедры языкознания и лингводидактики филологического факультета Белорусского государственного педагогического университета им. Максима Танка.

## Биография
Родилась в 1967 году в городе Минске. В 1994 году окончила филологический факультет Белорусского государственного университета.
В 1998 году Наталья Владимировна защитила кандидатскую диссертацию. Первые научные труды были посвящены теоретическим и практическим вопросам функционального синтаксиса белорусского языка. В 2016 году Н. В. Чайка защитила докторскую диссертацию «Типология конструкций с эллипсисом глагола в синтаксической системе современного белорусского литературного языка (на материале художественных и публицистических произведений)».
В 2019 году Н. В. Чайка получила звание профессора.

## Научная деятельность
Наталья Владимировна Чайка работает в области функционального синтаксиса в белорусской лингвистике; внесла значительный вклад в развитие синтаксической деривации, теории текста и сопоставительно-типологических исследований грамматических систем языков разного строя. Н. В. Чайка является автором более 100 публикаций, среди которых монография «Тыпалогія эліпсіса ў сінтаксічнай сістэме беларускай мовы», учебно-методические пособия, энциклопедии, словари. Н. В. Чайка активно занимается подготовкой кадров высшей квалификации, входит в состав совета по защите диссертаций при учреждении образования «Белорусский государственный педагогический университет имени Максима Танка». Н. В. Чайка занимается подготовкой учебно-методических изданий по филологическим дисциплинам для студентов и учащихся. Является автором проекта «Созвездие культур».

## Избранные труды
- Чайка, Н. У. Эліптычныя сказы / Н. У. Чайка // Кароткая граматыка беларускай мовы : у 2 ч. / Ін-т мовы і літ. Нац. акад. навук Беларусі; навук. рэд. А. А. Лукашанец. — Мінск, 2009. — Ч. 2 : Сінтаксіс.
- Чайка, Н. У. Рэалізацыя катэгорыі тэмпаральнасці ў канструкцыях з эліпсісам дзеяслова / Н. У. Чайка // Studia Wschodniosłow / I-t Filologii Wschodniosłow. — Białystok, 2010. — T. 10. — S. 45-62.
- Чайка, Н. У. Тыпалогія эліпсіса ў сінтаксічнай сістэме беларускай мовы / Н. У. Чайка. — Мінск : Беларус. дзярж. пед. ун-т, 2012. — 331 с.
- Чайка, Н. У. Эліптычны сказ / Н. У. Чайка // Энцыклапедыя для школьнікаў і студэнтаў. У 12 т. / рэдкал. : У. У. Андрыевіч (гал. рэд.) [і інш.]. — Мінск : Беларуская энцыклапедыя імя Петруся Броўкі, 2017. — Т. 7. Беларуская мова.
- Чайка, Н. У. Выклічнік. Гукапераймальныя словы / Н. У. Чайка // Сучасная белар. літ. мова : вучэб. дап. / Д. В. Дзятко[і інш.]. — Мінск : Вышэйш. шк. — 2017.
- Чайка, Н. У. Кароткі англійска-беларускі / беларуска-англійскі слоўнік у галіне філалагічных даследаванняў = Concise English-Belarusian / Belarusian-English Dictionary for Philology Studies / Н. У. Чайка [і інш.]. — Мінск : БДПУ, 2019.
- Чайка, Н. У. Беларуская мова: прафесійная лексіка (стаматалагічная тэрміналогія) / Н. У. Чайка, А. А. Носік. — Мінск : БДМУ, 2019.
- Чайка, Н. У. Сучасная беларуская літаратурная мова : вучэбны дапаможнік / Д. В. Дзятко [і інш.]; пад рэд. Д. В. Дзятко. — 2-е выд., папр. і дап. — Мінск : Вышэйшая школа, 2020. — 588 с.
- Чайка, Н. У. Беларуская мова: прафесійная лексіка (для спецыяльнасцей медыка-біялагічнага профілю) : вучэбна-метадычны дапаможнік / Н. У. Чайка [і інш.]. — Мінск, БДМУ, 2020. — 120 с.
- Чайка, Н. У. Сучасная беларуская літаратурная мова : вучэбны дапаможнік / Д. В. Дзятко і інш. ; пад рэд. Д. В. Дзятко. — 2-е выд. папр. і дап. — Мінск : Вышэйшая школа, 2020. — 590 с. : іл.